# NGC 3274
NGC 3274是一个位于狮子座的螺旋星系，距离地球2000万光年，1783年由威廉·赫歇爾发现。